# Plage Blanche
Plage Blanche är en strand i Marocko.   Den ligger i regionen Guelmim-Oued Noun, 700 km sydväst om huvudstaden Rabat.